# Giancarlo Brusati
Giancarlo Brusati (Milano, 6 marzo 1910 – Barlassina, 30 giugno 2001) è stato uno schermidore italiano, specializzato nella spada. Ha vinto una medaglia d'oro nella spada a squadre ai Giochi olimpici di Berlino con Giancarlo Cornaggia-Medici, Edoardo Mangiarotti, Alfredo Pezzana, Saverio Ragno e Franco Riccardi.
Dal 1981 al 1984 fu Presidente della F.I.E.

## Palmarès
In carriera ha ottenuto i seguenti risultati:
Giochi olimpici
Individuale
A squadre
- Oro nella spada a Berlino 1936

Mondiali
Individuale
A squadre
- Oro nella spada a Budapest 1933
- Argento nella spada a Varsavia 1934